# Basílica de Son Fadrinet
Son Fadrinet és un jaciment arqueològic de Campos (Mallorca), on l'any 1988 es trobaren per casualitat les restes d'una basílica paleocristiana de la segona meitat del segle vi i que sembla que s'emprà fins a la conquesta musulmana, al segle x. El conjunt fou excavat per l'Institut Arqueològic Alemany (secció de Madrid) entre el 1997 i el 2000 i es tracta de l'única basílica paleocristiana excavada completament a les Balears.
El conjunt és format per la basílica, el baptisteri, amb diferents habitacions, els annexos i enterraments. En la tipologia de l'edifici i en els mosaics, s'hi reflecteixen les influències orientals i nord-africanes, que les distingeixen de les de la península Ibèrica. En les excavacions, s'hi trobà un valuós mosaic i monedes romanes d'Orient. Als voltants del jaciment també es trobaren restes d'establiments prehistòrics i dels períodes romà i islàmic i a la finca hi ha una cova amb pintures rupestres (Cova d'en Francina).
Altres basíliques paleocristianes de les Balears, totes relacionades amb les nord-africanes, són les de Son Peretó (Manacor), Cas Frares (Santa Maria del Camí), Sa Carrotja (Portocristo, Manacor), Son Bou (Alaior), es Fornàs de Torelló (Maó), el Cap del Port de Fornells (es Mercadal), illa d'en Colom (Maó), Ciutadella.
L'any 2006 els propietaris reclamaren la devolució dels mosaics extrets per a la seva restauració perquè, contravenint l'acord amb les autoritats, s'ensenyaven al Museu de Mallorca sense haver-se restaurat i no s'havia dut a terme la museïtzació del conjunt.